# Closteromerus bjoernstadi
Closteromerus bjoernstadi là một loài bọ cánh cứng trong họ Cerambycidae.